# Antonio Vega
Antonio Vega Tallés (Madrid, 16 de diciembre de 1957 - Majadahonda, 12 de mayo de 2009) fue un compositor y cantante español. En 1978 formó junto a su primo Nacho García Vega el grupo Nacha Pop, originado en otra banda, Uhu Helicopter, de la que provenían ambos. Su disco de presentación se editó en 1980, separándose el grupo en 1988 tras una exitosa carrera con seis álbumes de estudio y uno en directo. Vega comenzó entonces su carrera como solista, en la que editaría cinco discos de estudio, un álbum en directo y un recopilatorio de colaboraciones con otros artistas.
Antonio Vega ha sido considerado uno de los compositores fundamentales del pop español desde la llegada de la democracia. El intimismo de sus canciones y su sensibilidad le ganaron la admiración de crítica y público.

## Antes de Nacha Pop
Antonio Vega fue el tercero de seis hermanos de una familia de clase media-alta madrileña; su padre era un afamado médico traumatólogo leonés. De carácter inquieto, destacó pronto en casi cualquier disciplina, tanto en las físicas como en las intelectuales. Contado por su propia madre en el documental póstumo, Antonio tenía un 130 de cociente intelectual. Estudió en el Liceo Francés de Madrid, donde actuó por primera vez a los 14 años.
Inició diferentes estudios, que no llegó a terminar: arquitectura, ciencias físicas, pilotaje de aviones. En 1977 cumplió su servicio militar en Valencia, durante el cual compuso su canción más conocida, Chica de ayer. Finalmente, en 1978 entraba a formar parte de Nacha Pop, que se formaba entonces con exmiembros de Uhu-helicopter, la banda de Nacho García Vega, con la que Antonio ya tocaba ocasionalmente antes de irse a la mili.

## Nacha Pop
Nacha Pop, uno de los grupos más representativos del pop español de los años 80, tenía dos compositores: el propio Antonio y su primo Nacho García Vega. Vega pudo desarrollar su talento artístico en la formación, respaldada por un amplio éxito en esa época, viendo la luz durante esa etapa numerosos temas de su autoría que terminarían entrando en el cancionero popular español, entre ellos Chica de ayer, considerada generalmente como una de las mejores canciones del pop español e incluida en su primer LP. Este, de título homónimo al grupo, es considerado por revistas como Rockdelux o la edición en castellano de Rolling Stone una obra maestra imprescindible en la música española.
Con el tiempo, Chica de ayer se convirtió en una de las canciones más representativas de la movida madrileña, el movimiento contracultural surgido durante los 80 fundamentalmente en la ciudad natal del autor. Ha sido versionada por multitud de artistas, como El Canto del Loco, Eduardo Capetillo, Enrique Iglesias, Undershakers o los estadounidenses Gigolo Aunts (The girl from yesterday).
El segundo LP de la banda, Buena disposición, mantuvo la misma línea musical, siendo uno de sus temas más conocido Atrás, después reinterpretado en los conciertos de su carrera en solitario.
Más números, otras letras fue el tercer LP de la banda, coincidiendo con el comienzo de la época en que esta trabajó bajo el sello DRO, con el que editó el mini-LP Una décima de segundo, siendo el tema más conocido el que le daba nombre. El sonido conseguido por el productor Jesús N. Gómez le dio nuevas cotas de excelencia al grupo, incluso en la improvisada versión piano bar de Una décima de segundo, que contó con la colaboración de Teo Cardalda.
En 1985 llegaría Dibujos animados (que incluía temas como Cada uno su razón o Relojes en la oscuridad), y tras él El momento, una obra que fue ganando adeptos con el tiempo, con temas como Lucha de gigantes.
La banda terminaría por separarse en 1988, tras una serie de conciertos en Madrid que darían lugar a su disco de despedida, Nacha Pop 80-88, que repasaría su discografía de estudio y que sería el epitafio del grupo.
Se ha señalado que, como compositor en Nacha Pop, Antonio Vega desarrolló su especial sensibilidad para hacer partícipe al oyente de una historia personal con una delicada visión poética del mundo. Este carácter intimista ofrecía en el trabajo del grupo un contrapunto a la música del otro compositor de la banda, Nacho García Vega, que se inclinaba hacia un pop más directo y unas letras menos metafóricas.
En 2007 la banda se vuelve a reunir para ofrecer una serie de conciertos por España entre junio y octubre de ese año, colaborando asimismo en la grabación del filme en DVD La edad de oro del pop español.

## Carrera en solitario

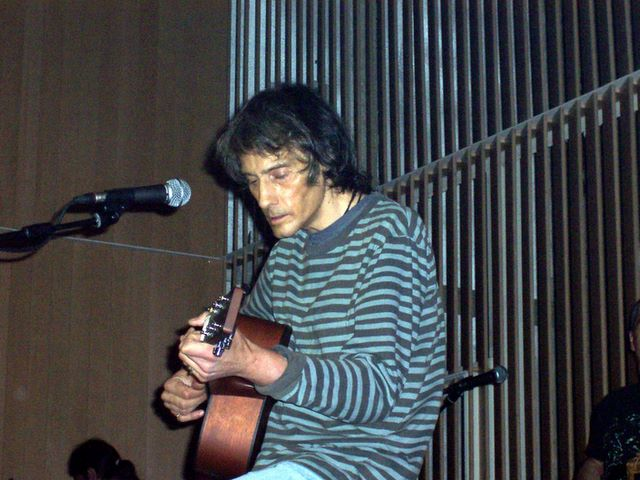
Antonio Vega en el año 2004.

La carrera en solitario de Antonio Vega comenzaría marcada por su etapa anterior, de la que saldría como un músico consagrado y muy respetado por sus compañeros de profesión. Así pues, el músico mantendría la misma línea de creación durante su etapa de solista, aunque acentuando en algún sentido su vocación más intimista, quizá por la ausencia de la influencia musical de García Vega.
Su primer disco en solitario data de 1991 y llevó por título No me iré mañana. En él se mezclan temas más poperos, como Esperando nada, Háblame a los ojos o Lo mejor de nuestra vida, con temas más próximos a un estilo de la denominada canción de autor, como Tesoros o Se dejaba llevar por ti, canción de la cual el propio músico reconocería que hacía alusión a su adicción a la heroína.
En 1992 se publicó un recopilatorio que mezclaba algunas de sus mejores canciones de la época de Nacha Pop con temas de su primer disco como solista. Se incluía asimismo una versión de la canción Ansiedad, de Chelique Sarabia, y una maqueta de otro de sus temas más conocidos, El sitio de mi recreo, que también daba nombre al disco.
Su siguiente trabajo, Océano de sol, vería la luz en 1994, cuando Vega se desplazaría hasta Inglaterra para trabajar con Phil Manzanera, exguitarrista de Roxy Music y productor musical que se ocuparía de la producción del disco. Sin embargo, Vega no quedó satisfecho con el trabajo de Manzanera, atribuyendo a este falta de profesionalidad, así como diferencias en la concepción del trabajo. Del disco destacan temas como Vapor, Palabras o una segunda versión más trabajada de El sitio de mi recreo.
Al año siguiente colabora en el primer disco tributo a Joan Manuel Serrat, que llevaría por nombre Serrat, eres único (1995), con el Romance de Curro el Palmo. También participó en 1997 en el Tributo a Queen, con el tema Días que no volverán, versión en español de la canción These are the days of our lives publicada por la banda británica en su álbum Innuendo, de 1991. Mientras se grababa este álbum, el vocalista de Queen, Freddie Mercury vivía sus últimos meses de vida antes de fallecer de sida el 24 de noviembre de 1991.
Tras un silencio de cuatro años publica el disco Anatomía de una ola, más acústico y tranquilo que los anteriores. En él se recogen temas como Ángel caído, dedicada a Vincent Van Gogh o Como la lluvia al sol, canción ya grabada por Luz Casal en su álbum de 1995 Como la flor prometida. En este disco se hallaba también una versión de Agua de río, del grupo Sonora, compuesto entre otros por varios amigos de Vega, Basilio Martí y Nacho Béjar, muy influenciados por aquel en su único LP, Arquitectura de la soledad.
Con la muerte en 1999 del líder de Los Secretos, Enrique Urquijo la banda publica un disco homenaje con el título A tu lado, y en el cual Vega interpretó la canción Agárrate a mí, María.
Tras una etapa con la discográfica Polydor se produce su fichaje por EMI, que edita en 2001 De un lugar perdido, un disco corto en el que destacan temas como "Seda y Hierro", Estaciones, Para bien y para mal o A trabajos forzados, poema de Antonio Gala al cual pone música. Ese año también colabora con Jarabe de Palo en el tema Completo, incompleto, dentro del disco De vuelta y vuelta.
En 2002 publica su particular Básico, basado en un concierto acústico ofrecido el 5 de julio de 2001 en el Círculo de Bellas Artes de Madrid y en el que incluye tanto versiones de su repertorio clásico como algún tema inédito.
A finales de 2003 participa como solista en el tributo a la banda española Hombres G, interpretando la canción La carretera. Esta versión fue una de las incluidas en Escapadas, disco que salió al mercado en 2004 y en el cual contaba con colaboraciones de otros artistas como Amaral, con los que canta Cómo hablar; Pau Donés, con quien cantaba a dueto Completo, incompleto, o Elefantes, con los que realiza una versión de Que yo no lo sabía. También en ese mismo año participa en el homenaje colectivo al poeta Pablo Neruda en su centenario, que llevaba el título de Neruda en el corazón. La muerte de su compañera sentimental Marga (Margarita del Río), el 11 de febrero de 2004, con la que llevaba desde finales de los noventa y coautora de algunos de sus temas, supone un duro golpe para Vega, que sufrió seguidamente una neumonía que le tuvo hospitalizado. E incluso le llevó a atravesar un periodo de depresión. Posteriormente compondría su último disco en solitario, 3000 noches con Marga, editado en 2005, en el que se incluyen temas como Ángel de Orión, Caminos infinitos, Pasa el otoño o la instrumental 3000 noches con Marga.
En 2007 Antonio se reúne con Nacho García Vega y deciden volver al escenario como Nacha Pop en una gira por España, además de su aparición en el DVD Historia sinfónica del pop español junto a Germán Coppini, Javier Andreu, José María Granados y otras leyendas del pop español. También colaboraría en el tema Ahora qué de Conchita, incluido en su álbum de debut, Nada más. En marzo del mismo año graba a dúo con Miguel Bosé una versión de El sitio de mi recreo que el cantante incluiría en el disco conmemorativo Papito.
En 2008, Antonio Vega lanza el disco Un sueño compartido con Un Mar al Sur, cuyos ingresos por las ventas fueron destinadas a construir proyectos sociales, entre ellos, una escuela primaria en el Río San Juan, al Sur de Nicaragua. Este disco solo se vendió en Internet, y en algunas tiendas específicas de España y Francia.
El proyecto valenciano Escoles de Nicaragua, que tenía como objetivo recaudar fondos con destino a la construcción de infraestructura educativa en el país centroamericano, le lleva a participar en Un sueño compartido, disco que el grupo Un Mar al Sur realizó para este fin.
Tras acabar la gira con Nacha Pop vuelve a su carrera en solitario y continúa dando conciertos, orientando en los últimos tiempos su gira a los escenarios teatrales con el respaldo de una banda en la que estaba Basilio Martí, que también era su representante musical. Esta serie de conciertos estaba pensada para dar lugar a un nuevo disco en directo. En marzo de 2009 presentó, en el que sería a la postre su último concierto, una de sus últimas composiciones: Antes de haber nacido. Su último concierto tuvo lugar el 28 de marzo de 2009 en el Kafe Antzokia de Bilbao.

## Fallecimiento
Antonio Vega desde los años ochenta  tenía graves problemas debido a su drogodependencia, un hecho que con el tiempo había dejado de ser un secreto para el público, debido a su evidente deterioro físico, para convertirse en un componente más de su aura de cantante maldito.
El 20 de abril de 2009 fue ingresado en el Hospital Puerta de Hierro de Majadahonda (Madrid) debido a una neumonía aguda que le obligó a suspender su gira. Falleció el 12 de mayo siguiente, a los 51 años de edad, a consecuencia de un cáncer de pulmón que le habían diagnosticado meses antes.

## Tras su muerte

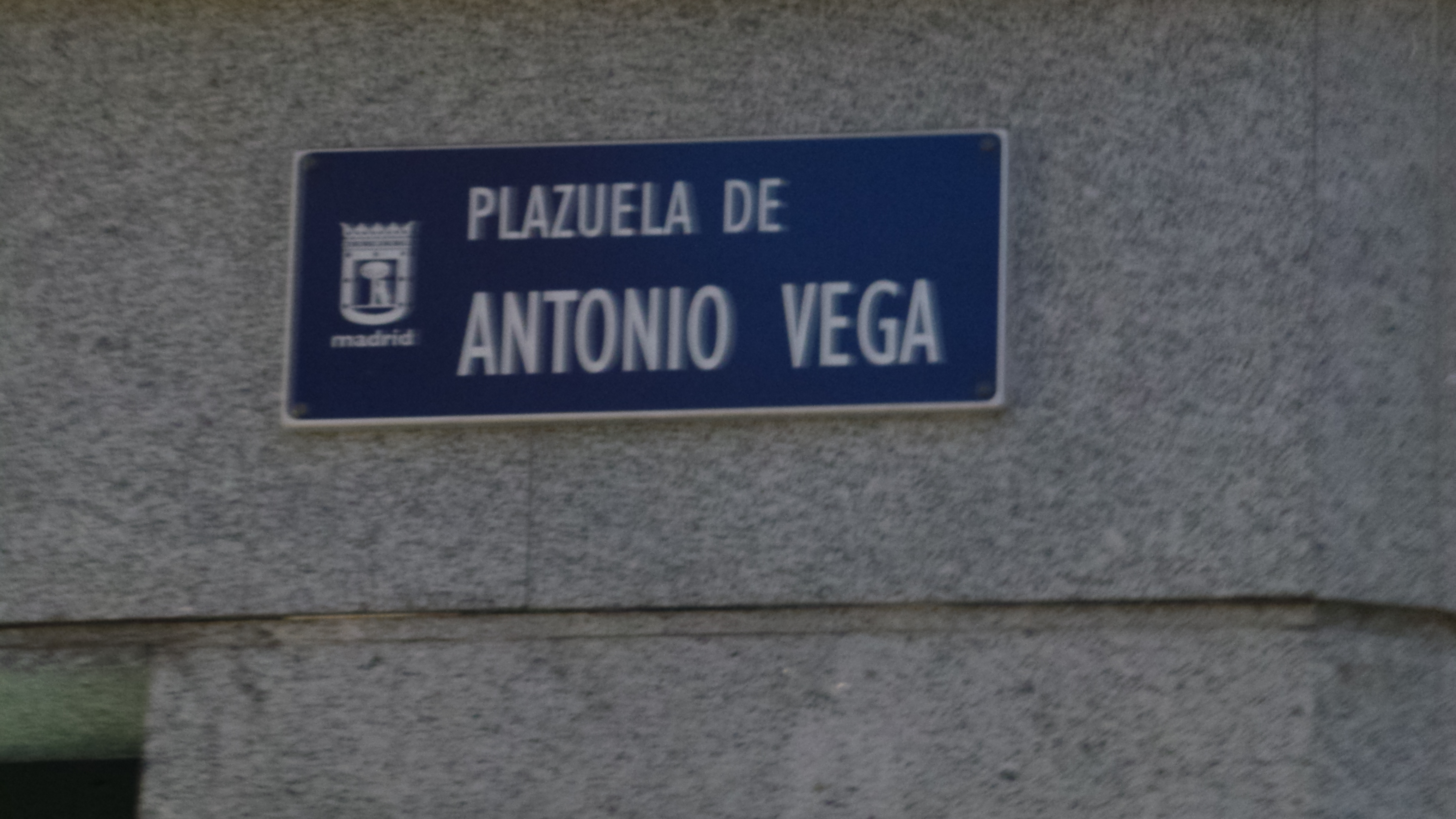
Plazuela de Antonio Vega. Inaugurada en 2011 en el Barrio de Malasaña de Madrid

A finales de 2009 se anunció el proyecto de llevar la vida de Antonio a la televisión: el proyecto contaría con el asesoramiento de Carlos Vega (hermano del cantante), y constaría de varias entregas.
En noviembre del mismo año salió a la venta el libro Mis cuatro estaciones, realizado por el escritor Juan Bosco Ussía, amigo del músico tras 100 horas de conversaciones entre ambos, que constaba de una biografía con material inédito que detalla la vida de Antonio Vega y una extensa entrevista. El libro se divide en las cuatro estaciones del año.

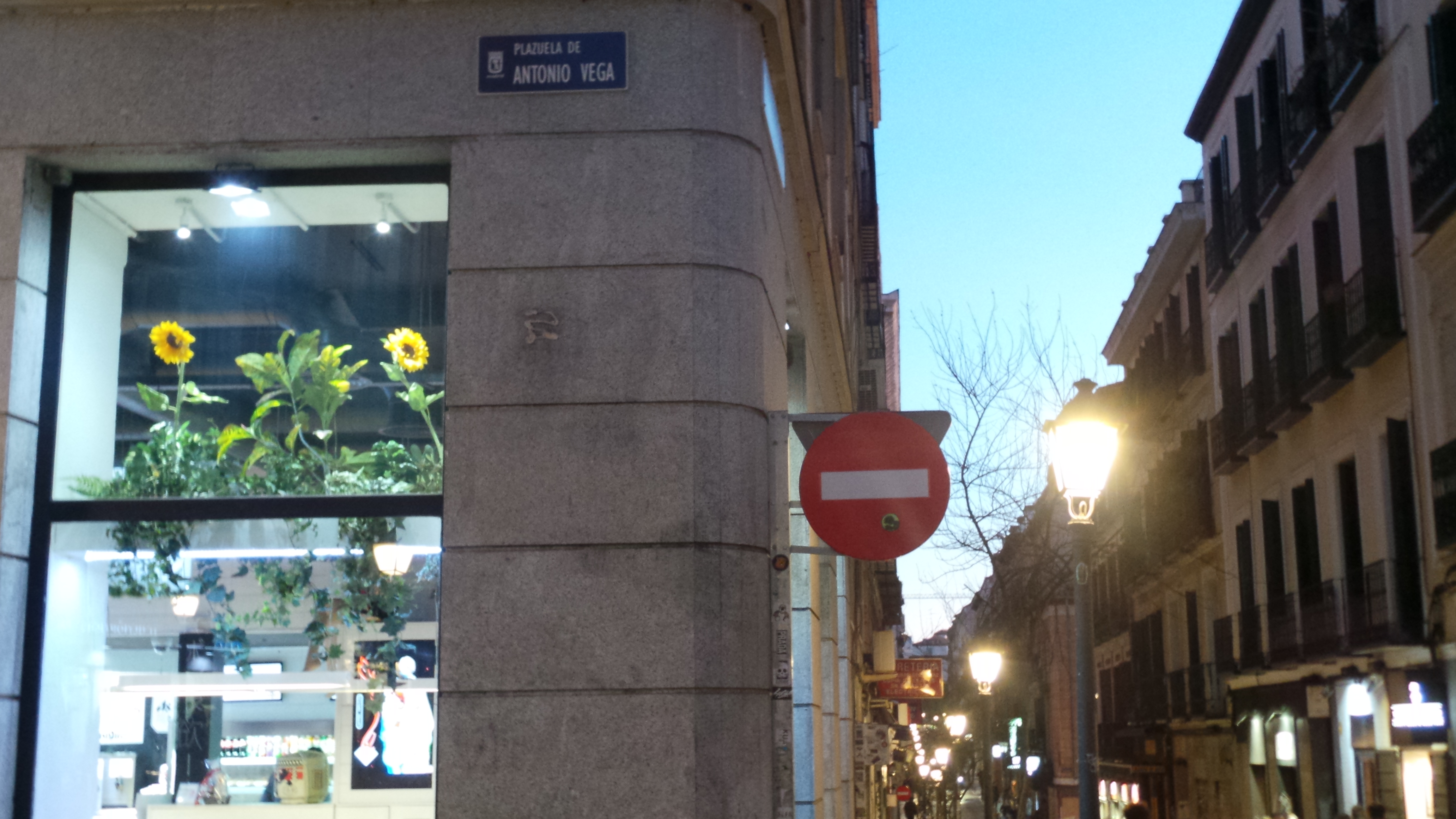
Plazuela de Antonio Vega junto a la Corredera Alta de San Pablo de Madrid

En 2010, Universal Music sacó a la luz un recopilatorio tributo a su obra con el título de El alpinista de los sueños, contando con la participación de artistas como Lori Meyers, Love of Lesbian, Zahara, Enrique Bunbury, Bebe, Shinoflow, etc.
El 23 de marzo de 2011 se inauguró la Plazuela de Antonio Vega en el barrio de Malasaña, el barrio en el que estaban ubicados locales históricos de la "movida madrileña". La Plazuela está ubicada en la confluencia de la Corredera Alta de San Pablo donde se encontraba "El Penta" frecuentado por el artista y sus amigos y de las calles Velarde y Fuencarral.
El día de la inauguración se organizó un homenaje en el que estuvieron presentes seguidores y músicos, entre ellos Miguel Ríos, Teo Cardalda (Golpes Bajos) o Álvaro Urquijo (Los Secretos), además de miembros de su antiguo grupo, que interpretaron dos de las canciones míticas del cantante de Nacha Pop: La chica de ayer y La última montaña.
Su canción Lucha de gigantes inspiró el título del documental Lucha de gigantes de Hernán Zin, estrenado en 2018. Dentro de una campaña de sensibilización de Acción contra el Hambre, también dio nombre a un disco solidario con temas de Antonio Vega interpretados por músicos nacionales e internacionales así como a un concierto benéfico contra el hambre en el Teatro Real de Madrid.

### Tu voz entre otras mil
En 2014 se estrenó el documental Antonio Vega, tu voz entre otras mil dirigido por Paloma Concejero. El documental, de 2 horas de duración, está planteado desde la mirada íntima en la que el propio músico, con el testimonio recogido por Bosco Ussía explica sus sensaciones, vivencias, procesos y trayectoria vital. También se escuchan las voces de quienes le conocieron y le acompañaron a lo largo de toda su vida: su madre y hermanos, su expareja Teresa Lloret, músicos y amigos. La historia no elude el problema del músico con las drogas. El resultado fue cuestionado por la familia por considerar que reflejaba excesivamente "el lado oscuro" del músico, a pesar de que en un principio colaboró con el trabajo. La directora explicó que censurar esa parte de la historia sería desvirtuarla.

## Discografía

### Con Nacha Pop

#### Álbumes de estudio
- 1980: Nacha Pop (Hispavox, 1980)
- 1982: Buena disposición (Hispavox, 1982)
- 1983: Más números, otras letras (DRO, 1983)
- 1985: Dibujos animados (Polydor, 1985)
- 1987: El momento (Polydor, 1987)

#### EP
- Una décima de segundo (DRO, 1984)

#### Álbumes en directo
- 1988: Nacha Pop 1980-1988 (Polydor, 1988)
- 2008: Tour 80-08 Reiniciando

#### Recopilatorios
- 1996: Bravo. Editado solo en México
- 1997: Lo mejor de Nacha Pop, Rico y Antonio Vega
- 2003: Un día cualquiera. Colección de canciones
- 2005: La más completa colección

### En solitario

#### Álbumes de estudio
- 1991: No me iré mañana
- 1994: Océano de sol
- 1998: Anatomía de una ola
- 2001: De un lugar perdido
- 2005: 3000 noches con Marga

#### Álbumes en directo
- 2002: Básico (concierto acústico en el Círculo de Bellas Artes de Madrid)
- 2012: Antes de haber nacido (selección de grabaciones de su última gira)

#### Recopilatorios
- 1992: El sitio de mi recreo (recopilatorio de sus mejores baladas)
- 2004: Autorretratos (recopilatorio)
- 2004: Escapadas (disco de colaboraciones)
- 2009: Canciones 1980-2009 (recopilatorio póstumo)
- 2020: Escapadas Edición Deluxe (disco de colaboraciones)

### Con Un Mar al Sur
- 2008: Un sueño compartido[12]

### Homenajes
- 1993: Ese chico triste y solitario
- 2010: El alpinista de los sueños